# Priorij
Een priorij is een klooster met een prior als kloosteroverste. Het kan zijn dat de priorij afhankelijk is van een abdij, als een tweede kloostergebouw of als dochterstichting, maar bij kloosterorden of congregaties die geen abdijen kennen, betreft het een klooster waar een zelfstandige prior of priorin/priores aan het hoofd staat.

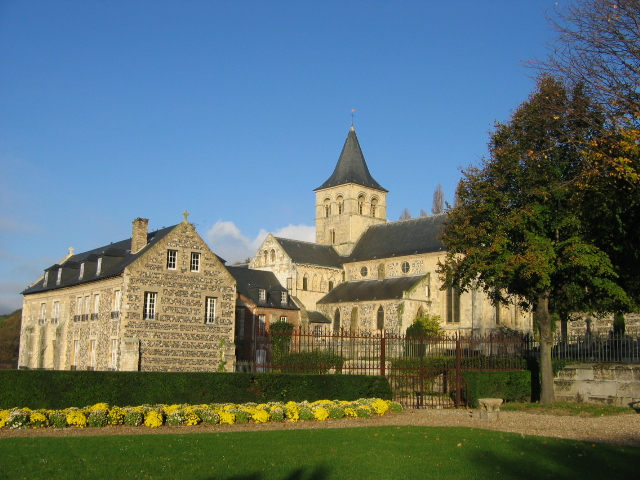
De priorij van Graville in Le Havre.

Een uitheemse priorij is een priorij die afhankelijk is van een moederhuis en die een hermitage of kluizenarij was, een woonplaats van twee of drie monniken die afhankelijk waren van een buitenlands moederhuis. Deze monniken waren naar het buitenland gezonden om een afgelegen landgoed te exploiteren. Deze hermitages werden in 1414 afgeschaft.